# Dormitor

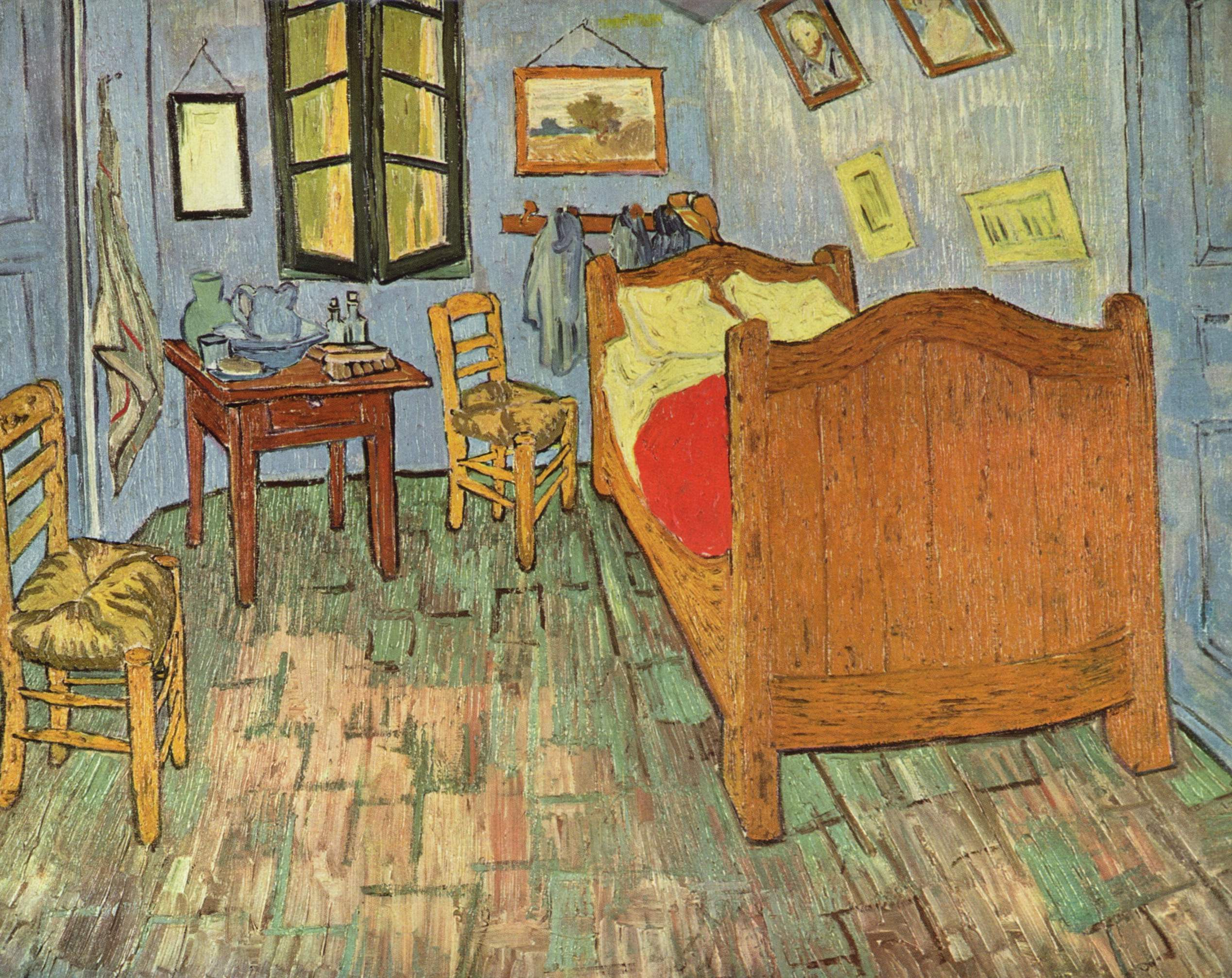
Dormitor reprezentat într-un tablou de Vincent Van Gogh.

Dormitorul  este o cameră sau un loc folosit în principal pentru  odihnă sau somn. De asemenea, acesta poate fi utilizat și pentru alte activități, cum ar fi cititul, privitul la televizor sau îmbrăcatul.